# Châteauneuf-Miravail
Pour les articles homonymes, voir Châteauneuf.
Châteauneuf-Miravail (Chastèunòu de Miravalh en vivaro-alpin et (Castèunòu de Miravalh) en provençal de norme classique) est une commune française, située dans le département des Alpes-de-Haute-Provence en région Provence-Alpes-Côte d'Azur.
Le nom de ses habitants est Castelnoviens
.

## Géographie
Le village est situé à 710 m d’altitude. La commune est traversée par le Jabron, dont la vallée est barrée par une cluse, le Beillon et la Druigne.

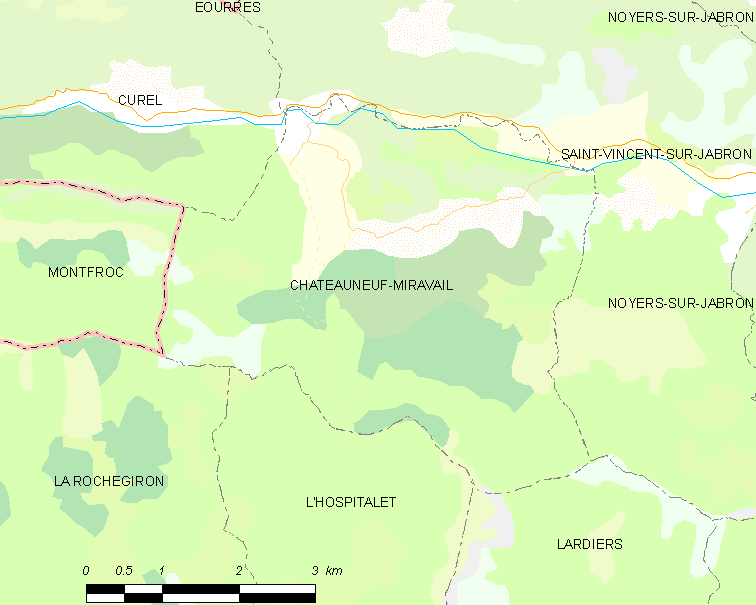
Châteauneuf-Miravail et les communes voisines (Cliquez sur la carte pour accéder à une grande carte avec la légende).

Les communes limitrophes de Châteauneuf-Miravail sont Saint-Vincent-sur-Jabron, Lardiers, L'Hospitalet, La Rochegiron, Montfroc, Curel.
La commune occupe une combe de 2 000 ha environ, l’habitat étant implanté à distance du cours du Jabron. L’ancien village est construit sur une colline au nord de cette combe, il n’en reste presque que l’église (Saint-Mary). Plus récemment, l’habitat s’est dispersé en de nombreux hameaux. Le village des Graves est en ruines.

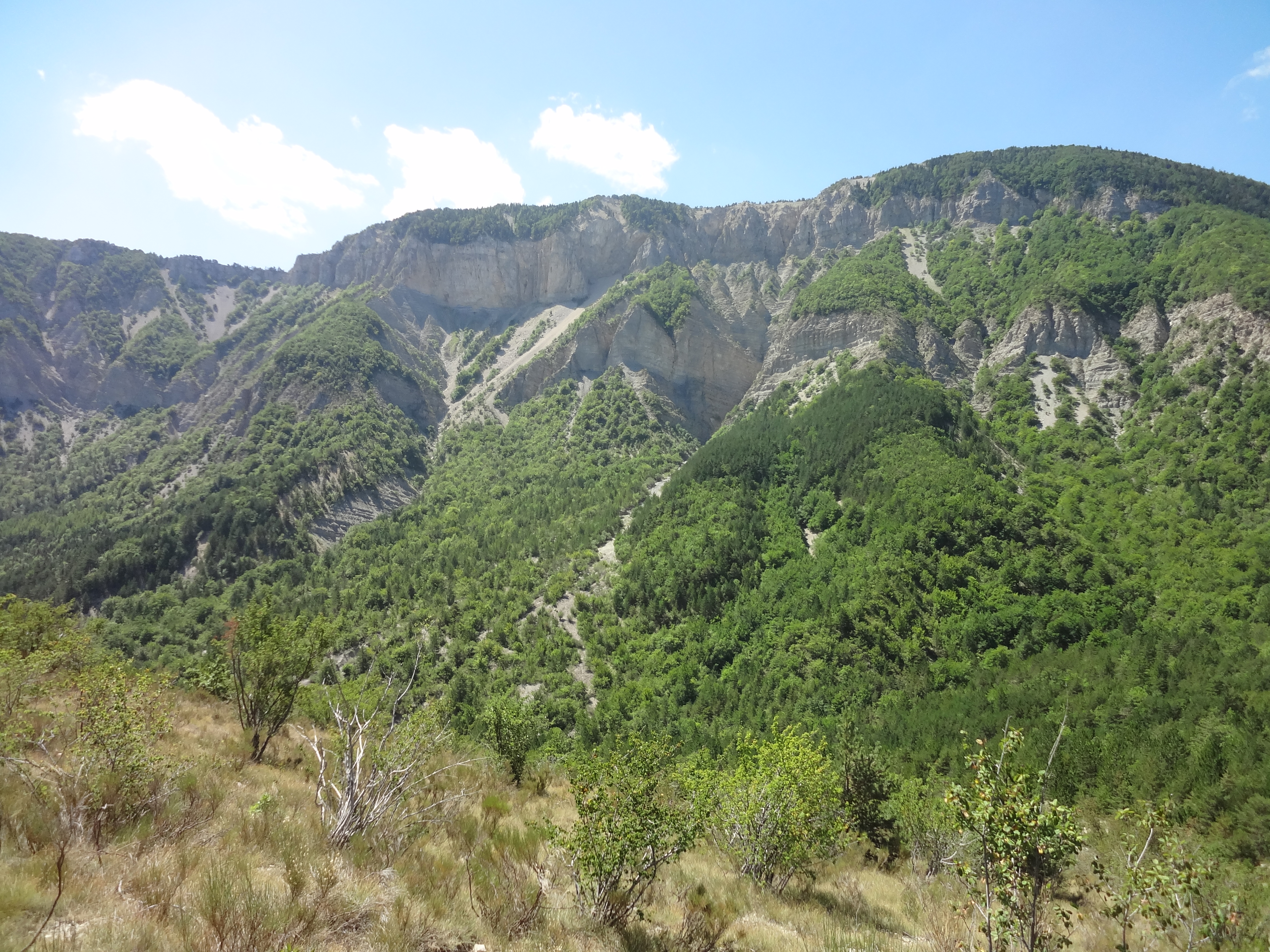
La barre rocheuse dite des Cavalets sous le sommet de Tréboux, et à l’entrée du vallon de Jansiac.

Au-dessus du bassin principal de la commune, se trouve l’ancien village de Jansiac, dans une vallée intermédiaire. Jansiac est un des rares villages de la région établis depuis le Moyen Âge sur une route (et non sur un site perché peu accessible). Une communauté s’y est installée en 1974, la Nef des fous.

### Relief
La commune est limitée au Sud par la montagne de Lure, qui y culmine à 1 629 m (sommet sans nom répertorié par l’IGN). Sur la même crête, le Goi est à 1 542 m et le Tréboux à 1 535 m.
Un chainon secondaire s’intercale entre Lure et le Jabron : ses principaux sommets sont l’extrémité de la Crête de Blaches de Taillar (1 181 m), le Thor (1 068 m) et le Pic du Seigneur (1 041 m).
Au nord de la commune, entre la combe et le cours du Jabron, se trouvent des collines isolées, Philibert et la colline du vieux village, qui culminent respectivement à 796 m à 858 m.
Aucun col routier ne franchit Lure dans la commune de Châteauneuf-Miravail. Les principaux cols pédestres sont la Baisse de Malcor (1 368 m) et le col de Saint-Vincent (1 287 m) : ils étaient tous deux très fréquentés à l’époque moderne, reliant Malcor (village abandonné) et Lardiers à Jansiac et Saint-Vincent-sur-Jabron pour le premier et Saumane et L'Hospitalet à Châteauneuf-Miravail et Saint-Vincent pour l’autre,.

### Hydrographie
Le cours du Jabron délimite la commune au nord.
La commune compte une source importante, celle du Cheval-Blanc, en amont du hameau de Lange, est du genre des sorgues, les sources intermittentes. Son cours se jette dans la Druigne.

### Environnement
La commune compte 747 ha de bois et forêts, soit 38 % de sa superficie.

### Transports
La commune est desservie par la route départementale RD 946, ancienne route nationale 546.

### Risques naturels et technologiques
Aucune des 200 communes du département n'est en zone de risque sismique nul. Le canton de Noyers-sur-Jabron auquel appartient Châteauneuf-Miravail est en zone 1a (risque très faible mais non négligeable) selon la classification déterministe de 1991, basée sur les séismes historiques, et en zone 3 (risque modéré) selon la classification probabiliste EC8 de 2011. La commune de Châteauneuf-Miravail est également exposée à trois autres risques naturels :
- feu de forêt,
- inondation (dans la vallée du Jabron),
- mouvement de terrain.

La commune de Châteauneuf-Miravail n’est exposée à aucun des risques d’origine technologique recensés par la préfecture. Aucun plan de prévention des risques naturels prévisibles (PPR) n’existe pour la commune et le Dicrim n’existe pas non plus.
La commune a été l’objet d’un arrêté de catastrophe naturelle, pour des inondations et des coulées de boue en 2003.

### Toponymie
Selon Ernest Nègre la localité apparaît pour la première fois dans les textes en 1062 (Castello novo). Le nom Châteauneuf est une francisation de l’occitan castèl noù, au sens transparent. Le village a aussi été appelé Châteauneuf-sur-Saint-Vincent, en référence au village voisin de Saint-Vincent-sur-Jabron,, peut-être un souvenir de leur passé commun. La forme Castrum Novum de Miravals apparaît au XIIe siècle ; cette appellation rappelle la fonction du nouveau château : surveiller la vallée du Jabron selon Claude Martel ; selon les Fénié, il s’agit d’une appellation rappelant les vertus guerrières du châtelain : « regarde la vaillance ».
Quant au hameau de Jansiac, ses formes anciennes (Gentiech en 1274, Gensiaco) en font probablement « le domaine de Gentius », du nom d’un notable gallo-romain,, l’orthographe ayant été francisée (le en devenant an).
Les toponymes relatifs au relief sont nombreux dans la commune, et possèdent quelques particularités propres à l’aire de la montagne de Lure. Dans le nom Pic du Seigneur, près de Jansiac, le terme « Pic » est probablement dérivé de podium, terme générique pour désigner une hauteur, et sans rapport avec sa forme. Le Rocher de Brenc Roux désigne une montagne, et dérive du celte br-enn (colline). La toponymie est encore directement en lien avec le relief avec les noms l’Ubac pour le versant nord d’une colline dominant la vallée du Jabron, avec sur le versant opposé, le village l’Adret proche des Chabauds ; on retrouve aussi un Ubac sur le versant nord de Lure.
L’érosion intense provoquée par la déforestation médiévale et moderne a créé des zones d’engravement, recouverte des graviers arrachés aux flancs des montagnes : on a ainsi le château des Graves, et les Graviers sous la montagne Philibert.
La végétation a aussi été utilisée pour nommer les lieux : on a la Crête des Blaches de Paillar (les Blaches sont les chênes blancs), qui culmine à 1 181 m, à la limite de Curel, les Roumégiéres, une aire envahie par les ronces, sur le versant nord de Lure, en dessous du col de Saint-Vincent, Jaraye, approximation de jarjayes, lieu où l'on trouve des vesces.
Enfin, le Clos désigne un champ totalement épierré et dont les pierres ont servi à l’enclore avec un mur en pierre sèche.

### Climat
Pour des articles plus généraux, voir Climat de Provence-Alpes-Côte d'Azur et Climat des Alpes-de-Haute-Provence.
En 2010, le climat de la commune est de type climat méditerranéen franc, selon une étude du Centre national de la recherche scientifique s'appuyant sur une série de données couvrant la période 1971-2000. En 2020, Météo-France publie une typologie des climats de la France métropolitaine dans laquelle la commune est exposée à un climat de montagne ou de marges de montagne et est dans la région climatique Alpes du sud, caractérisée par une pluviométrie annuelle de 850 à 1 000 mm, minimale en été.
Pour la période 1971-2000, la température annuelle moyenne est de 10,6 °C, avec une amplitude thermique annuelle de 17,2 °C. Le cumul annuel moyen de précipitations est de 1 102 mm, avec 6,9 jours de précipitations en janvier et 4,5 jours en juillet. Pour la période 1991-2020, la température moyenne annuelle observée sur la station météorologique de Météo-France la plus proche, « Séderon », sur la commune de Séderon à 16 km à vol d'oiseau, est de 9,7 °C et le cumul annuel moyen de précipitations est de 1 032,4 mm. 
La température maximale relevée sur cette station est de 38,4 °C, atteinte le 28 juin 2019 ; la température minimale est de −23 °C, atteinte le 4 janvier 1971,,.
Les paramètres climatiques de la commune ont été estimés pour le milieu du siècle (2041-2070) selon différents scénarios d'émission de gaz à effet de serre à partir des nouvelles projections climatiques de référence DRIAS-2020. Ils sont consultables sur un site dédié publié par Météo-France en novembre 2022.

## Urbanisme

### Typologie
Au 1er janvier 2024, Châteauneuf-Miravail est catégorisée commune rurale à habitat très dispersé, selon la nouvelle grille communale de densité à 7 niveaux définie par l'Insee en 2022.
Elle est située hors unité urbaine. Par ailleurs la commune fait partie de l'aire d'attraction de Sisteron, dont elle est une commune de la couronne,. Cette aire, qui regroupe 21 communes, est catégorisée dans les aires de moins de 50 000 habitants,.

### Occupation des sols
L'occupation des sols de la commune, telle qu'elle ressort de la base de données européenne d’occupation biophysique des sols Corine Land Cover (CLC), est marquée par l'importance des forêts et milieux semi-naturels (84,3 % en 2018), une proportion sensiblement équivalente à celle de 1990 (84,5 %). La répartition détaillée en 2018 est la suivante : 
forêts (64,3 %), milieux à végétation arbustive et/ou herbacée (12,8 %), zones agricoles hétérogènes (7,9 %), terres arables (7,8 %), espaces ouverts, sans ou avec peu de végétation (7,2 %).
L'évolution de l’occupation des sols de la commune et de ses infrastructures peut être observée sur les différentes représentations cartographiques du territoire : la carte de Cassini (XVIIIe siècle), la carte d'état-major (1820-1866) et les cartes ou photos aériennes de l'IGN pour la période actuelle (1950 à aujourd'hui).

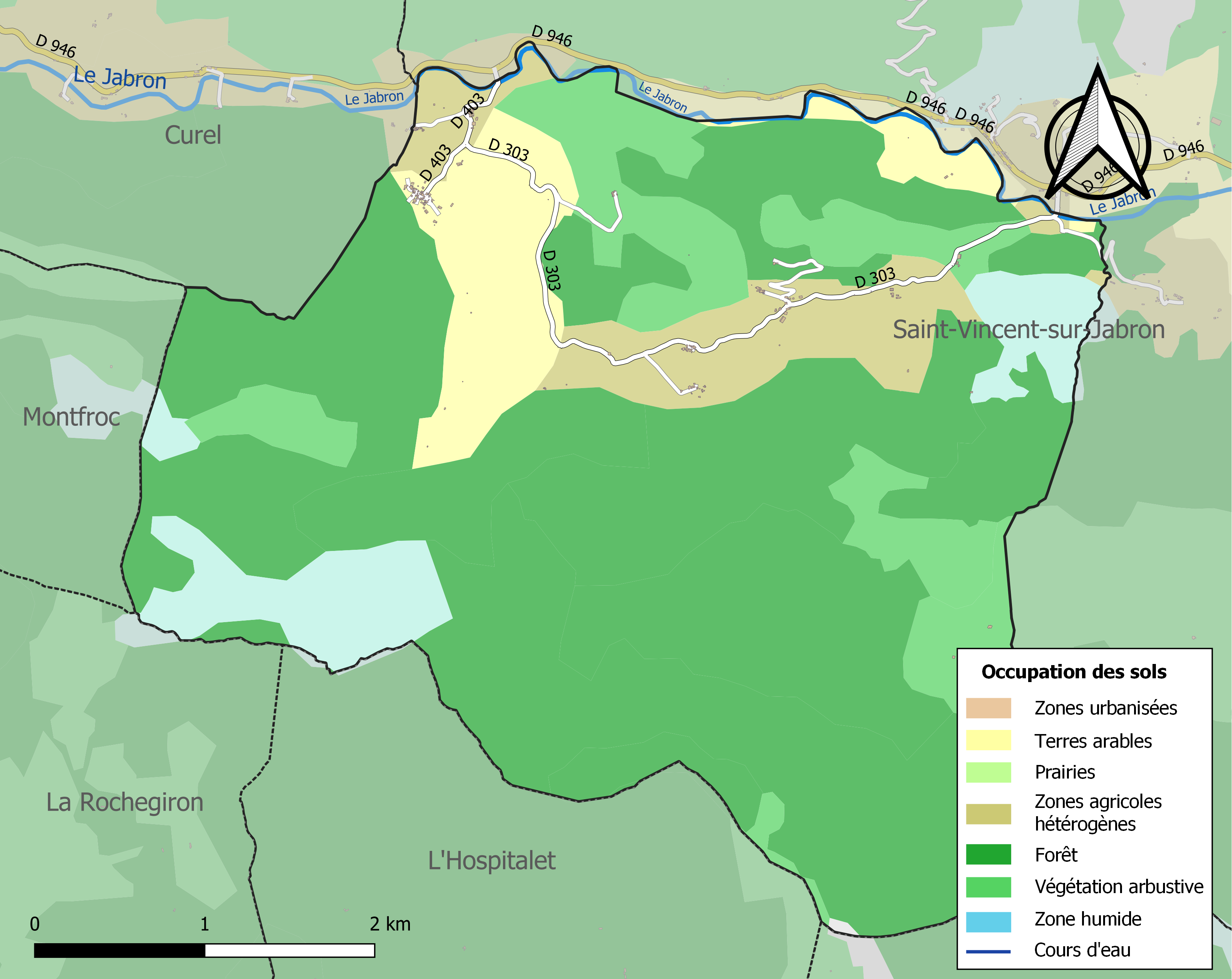
Carte de l'occupation des sols de la commune en 2018 (CLC).

## Économie

### Aperçu général
En 2009, la population active s’élevait à 24 personnes, dont deux chômeurs. Ces travailleurs sont majoritairement salariés (14 sur 23) et travaillent majoritairement hors de la commune (13 actifs sur 23). L’essentiel des emplois de la commune se trouvent dans l’agriculture. Le secteur secondaire n’est pas représenté dans la commune.

### Agriculture
Fin 2010, le secteur primaire (agriculture, sylviculture, pêche) comptait 12 établissements agricoles actifs au sens de l’Insee (exploitants non-professionnels inclus) et deux emplois salariés.
Le nombre d’exploitations professionnelles, selon l’enquête Agreste du ministère de l’Agriculture, est de six en 2010. Il était de sept en 2000, de onze en 1988. Actuellement, ces exploitants sont essentiellement tournés vers l’élevage ovin et les cultures permanentes (type arbres fruitiers et lavande). Les fermes pratiquant la polyculture ont disparu. De 1988 à 2000, la surface agricole utile (SAU) a augmenté, de 428 ha à 569 ha, augmentation qui s’est poursuivie lors de la dernière décennie, pour parvenir à 650 ha.

### Activités de service
Fin 2010, le secteur tertiaire (commerces, services) comptait deux établissements (sans emploi salarié), auxquels s’ajoute un établissement du secteur administratif (regroupé avec le secteur sanitaire et social et l’enseignement), sans emploi salarié non plus.
D'après l’Observatoire départemental du tourisme, la fonction touristique est assez importante pour la commune, avec entre un et cinq touristes accueillis par habitant, malgré l’absence de structures d’hébergement à finalité touristique dans la commune. Les résidences secondaires constituent donc la seule capacité d’accueil
```
: au nombre de 28, elles représentent la moitié des logements
[
42
]
,
[
43
]
.
```

## Histoire

### Antiquité
De l’époque gallo-romaine sont datés un autel à Mars, des traces d’habitat médiéval au lieu-dit la Vachette, une tombe à incinération du IIe siècle à Combe-Chaude. On relève aussi un atelier de potiers et, à Jansiac, un autel à Jupiter et un habitat gallo-romain. À cette époque, les Sogiontiques (Sogiontii) peuplent la vallée du Jabron, en étant fédérés aux Voconces. Après la Conquête, ils sont rattachés avec eux à la province romaine de Narbonnaise. Au IIe siècle, ce peuple est détaché des Voconces et forme une civitas distincte, avec pour capitale Segustero (Sisteron).
Le site de Jansiac (970 m d'altitude) est occupé dès la période romaine.

### Moyen Âge
Alors que le sud-est de la Gaule était une terre burgonde, le roi des Ostrogoths Théodoric le Grand fait la conquête de la région entre la Durance, le Rhône et l’Isère en 510. La commune dépend donc brièvement à nouveau de l’Italie, jusqu’en 526. En effet, pour se réconcilier avec le roi burgonde Gondemar III, la régente ostrogothe Amalasonthe lui rend ce territoire.
La localité apparaît pour la première fois dans les chartes au XIIe siècle. Elle était une place forte face à Saint-Vincent-sur-Jabron. À la fin du XIVe siècle, les deux communautés sont réunies. Comme toutes les communautés de la vallée du Jabron, la communauté de Châteauneuf-sur-Saint-Vincent avait le privilège de ne pas payer la queste aux comtes de Provence (puis à leurs  successeurs, les rois de France) jusqu'à la Révolution
La communauté (au sens médiéval du terme) de Jansiac est signalée pour la première fois en 1274 (Gentiech). En 1360, elle devient un fief de l’abbaye de Cruis.

### Temps modernes
En 1665, la communauté de Châteauneuf-Miravail se sépare de celle de Saint-Vincent.
Lors de l’épidémie de peste de 1720-1722, Châteauneuf-Miravail est située au sud de la ligne du Jabron, élément du cordon sanitaire allant de Bollène à Embrun et isolant la Provence du Dauphiné (et dont fait partie le mur de la peste). L’interdiction de franchir le Jabron, sous peine de mort, est décidée par le gouverneur d’Argenson début août, et le cordon est mis en place le 26 septembre pour n’être levé par ordonnance royale que le 19 novembre 1722. Châteauneuf-Miravail se trouve dans un cas particulier : le cordon est au départ situé sur le Jabron, et place donc Châteauneuf-Miravail dans la zone d’épidémie. Comme les villages sont proches du torrent, et surtout parce qu’ils souhaitent être placés dans la zone indemne, les habitants proposent de fournir le double d’hommes aux compagnies de milice chargées de surveiller les bacs sur la Durance et la ligne du Jabron, en échange d’un détour de la ligne. Leur demande est acceptée, le crochet fait par la ligne au sud du Jabron permettant de mieux surveiller les cols de Saint-Vincent et de Malcor. La contribution en hommes est même baissée à 11 au printemps 1721

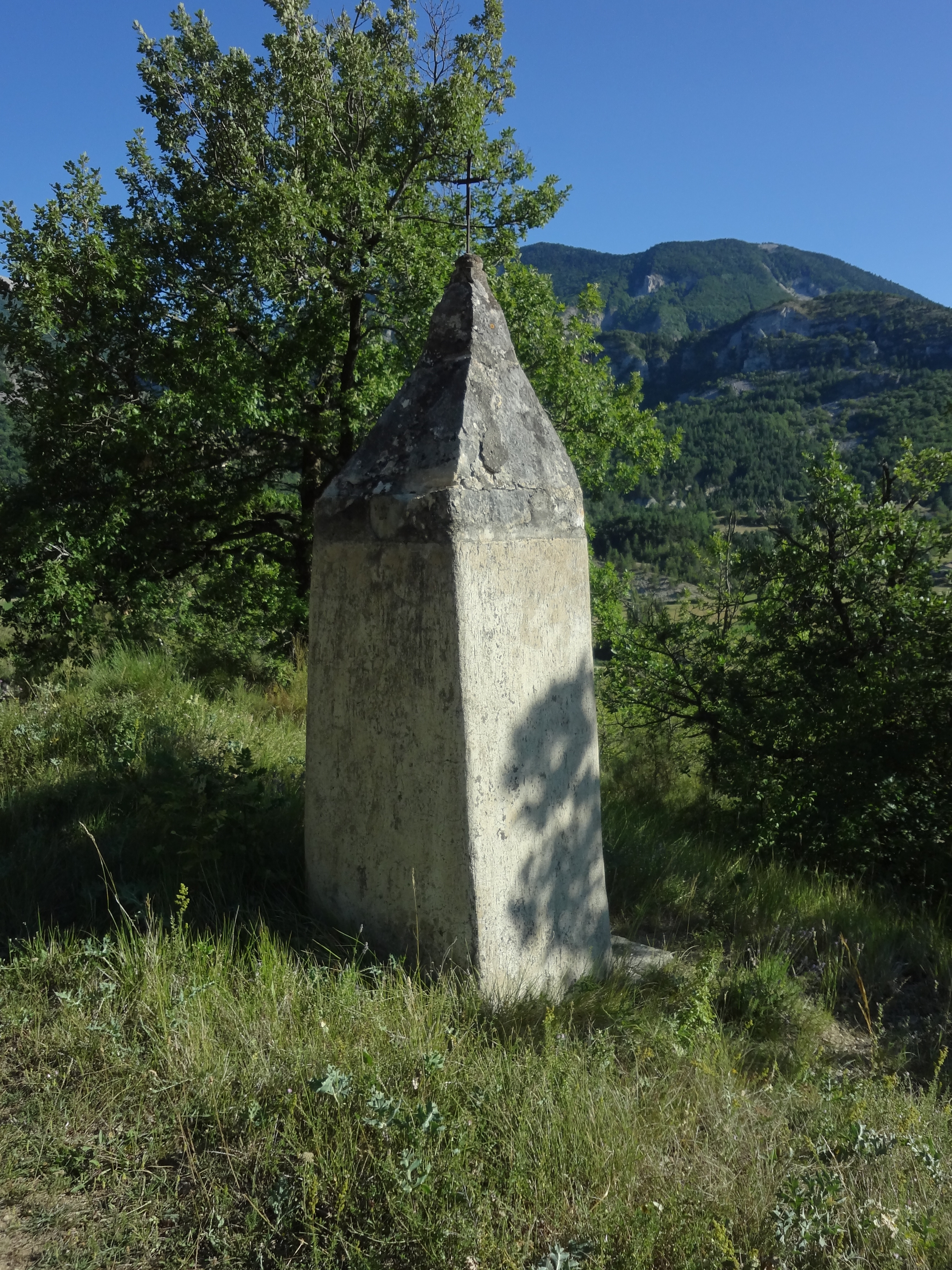
L’oratoire Saint-Sébastien, faisant face à la montagne de Lure d’où pouvait venir le danger.

Le gouverneur d’Argenson fait lever une compagnie de milice par viguerie : celle de Sisteron (dont font partie les hommes de Châteauneuf) surveille les bacs entre Le Poët et Peyruis. Ensuite, quatre autres compagnies sont levées pour d’autres tâches de surveillance). À Châteauneuf-Miravail, la ligne sur le Jabron est surveillée par une compagnie (une cinquantaine d’hommes) du régiment de Poitou revenant d’Espagne à partir de la fin d’octobre 1720. Les soldats sont renforcés par quelques hommes levés dans la population de Châteauneuf-Miravail (en plus de ceux envoyés à la compagnie de milice placée sur la Durance). La communauté de Châteauneuf est aussi requise pour construire des corps de garde pour loger les soldats le long de la ligne et les approvisionner en bois de chauffe et huile pour l’éclairage, avec en moyenne 70 stères par corps de garde et par an. Neuf corps de garde sont construits, et 16 guérites placées dans les intervalles, à une moyenne de 250 m. La ferme du Coulet est choisie pour héberger les officiers et servir de poste de commandement. La communauté de Châteauneuf est coupée en deux par la ligne : certains habitants au Sud de la ligne se retrouvent en zone interdite et ne paient donc plus leur participation aux charges de la communauté. En outre, la communauté est privée de ses ressources en bois, essentiellement situées dans la montagne de Lure, et certaines terres cultivables sont perdues pendant deux ans. Les sacrements religieux ne sont plus dispensés : les baptêmes de 1720-1722 sont enregistrés dans les registres de catholicité en une seule fois, fin 1722. La communauté subit aussi les désagréments de la présence des militaires : les livraisons de bois n’étant pas toujours suffisantes, ceux-ci se servent à proximité en coupant les arbres fruitiers complantés dans les champs proches des corps de garde. Fin janvier 1722, le régiment du Poitou, présent depuis un an, est relevé mais la ligne est maintenue jusqu’en décembre. Bien que l’épidémie ne soit pas officiellement déclarée finie, un oratoire à saint Sébastien est élevé au printemps 1722. Les baraques et guérites sont immédiatement démontées, et le bois et les tuiles vendues aux enchères.

### Révolution française
Durant la Révolution, la commune compte une société patriotique, créée après la fin de 1792. Pour suivre le décret de la Convention du 25 vendémiaire an II invitant les communes ayant des noms pouvant rappeler les souvenirs de la royauté, de la féodalité ou des superstitions, à les remplacer par d'autres dénominations, la commune change de nom pour Auche-la-Garde.
L’Acte des Sapins est un privilège laissé aux habitants de Châteauneuf-Miravail et Saint-Vincent de prendre leur bois de construction dans la forêt domaniale du Jabron ; le privilège a été conservé par les habitants de Châteauneuf.

### Époque contemporaine
Comme de nombreuses communes du département, Châteauneuf-Miravail se dote d’écoles bien avant les lois Jules Ferry : en 1863, elle compte déjà deux écoles dispensant une instruction primaire aux garçons, mais pas aux filles. La deuxième loi Duruy (1877) lui permet, grâce aux subventions de l’État, de reconstruire ses deux écoles des villages de Lange et des Curniers et d’améliorer la troisième au village de Jansiac.
L’électrification du village à la fin des années 1930 par raccordement au réseau national, les écarts et hameaux étant reliés plus tard.
Jusqu’au milieu du XXe siècle, la vigne était cultivée à Châteauneuf-Miravail. Le vin produit, de qualité médiocre, était destiné à l’autoconsommation. Cette culture est aujourd’hui abandonnée. De la même façon, l’olivier, cultivé sur de petites surfaces au XIXe siècle, jusqu’à l’altitude de 600 mètres, exceptionnellement jusqu’à 700 mètres, a aujourd’hui disparu.

## Héraldique
| Blason de Châteauneuf-Miravail | Blason  | Au 1er d'or à un arbre de sinople arraché et fusté au naturel, mouvant d'un croissant d'azur ; au 2e d'azur à un lion d'or, lampassé et armé de gueules. |
| Blason de Châteauneuf-Miravail | Détails | Le statut officiel du blason reste à déterminer. |

## Politique et administration

### Liste des maires
| Période    | Période  | Identité               | Étiquette | Qualité                             |
| ---------- | -------- | ---------------------- | --------- | ----------------------------------- |
| mai 1945   |          | Gaston Chabaud         |           |                                     |
|            |          |                        |           |                                     |
| avant 2005 | mai 2020 | Jean-Claude Chabaud    |           | Agriculteur exploitant              |
| mai 2020   | en cours | Jean-Philippe Martinod |           | Professeur, profession scientifique |

### Intercommunalité
Châteauneuf-Miravail a fait partie de 2002 à 2017, de la communauté de communes de la Vallée du Jabron ; depuis le 1er janvier 2017, elle est membre de la communauté de communes Jabron Lure Vançon Durance.

## Population et société

### Démographie
En 2022, Châteauneuf-Miravail comptait 75 habitants. À partir du XXIe siècle, les recensements réels des communes de moins de 10 000 habitants ont lieu tous les cinq ans (2005, 2010, 2015, etc. pour Châteauneuf-Miravail). Les autres « recensements » sont des estimations.
| 1765 | 1793 | 1800 | 1806 | 1821 | 1831 | 1836 | 1841 | 1846 |
| ---- | ---- | ---- | ---- | ---- | ---- | ---- | ---- | ---- |
| 512  | 558  | 568  | 612  | 625  | 626  | 494  | 560  | 600  |

| 1851 | 1856 | 1861 | 1866 | 1872 | 1876 | 1881 | 1886 | 1891 |
| ---- | ---- | ---- | ---- | ---- | ---- | ---- | ---- | ---- |
| 511  | 440  | 385  | 386  | 348  | 362  | 332  | 330  | 320  |

| 1896 | 1901 | 1906 | 1911 | 1921 | 1926 | 1931 | 1936 | 1946 |
| ---- | ---- | ---- | ---- | ---- | ---- | ---- | ---- | ---- |
| 278  | 277  | 242  | 232  | 191  | 163  | 139  | 133  | 118  |

| 1954 | 1962 | 1968 | 1975 | 1982 | 1990 | 1999 | 2005 | 2006 |
| ---- | ---- | ---- | ---- | ---- | ---- | ---- | ---- | ---- |
| 82   | 58   | 54   | 62   | 71   | 57   | 68   | 74   | 75   |

| 2010 | 2015 | 2020 | 2022 | - | - | - | - | - |
| ---- | ---- | ---- | ---- | - | - | - | - | - |
| 77   | 72   | 73   | 75   | - | - | - | - | - |

| 1319    |
| ------- |
| 44 feux |

L’histoire démographique de Châteauneuf-Miravail est marquée par une période d’« étale » où la population reste stable à un niveau élevé. Cette période dure de 1806 à 1846. L’exode rural provoque ensuite un mouvement rapide de perte de population, mouvement de très longue durée. En à peine un demi-siècle, la commune enregistre la perte de plus de la moitié de sa population. Le mouvement de perte se poursuit jusqu’à la fin du XXe siècle : depuis les années 1950, la population oscille entre cinquante et quatre-vingt habitants.

### Santé et enseignement
La commune ne dispose ni d'établissement d'enseignement, ni d'établissement public ou libéral de santé. Le Centre Hospitalier le plus proche est celui de Sisteron. L'association La Vallée sans Portes assure le transport des personnes ayant besoin d'une consultation vers l'hôpital de Sisteron.

## Culture

### Lieux et monuments

Chateau des Graves.
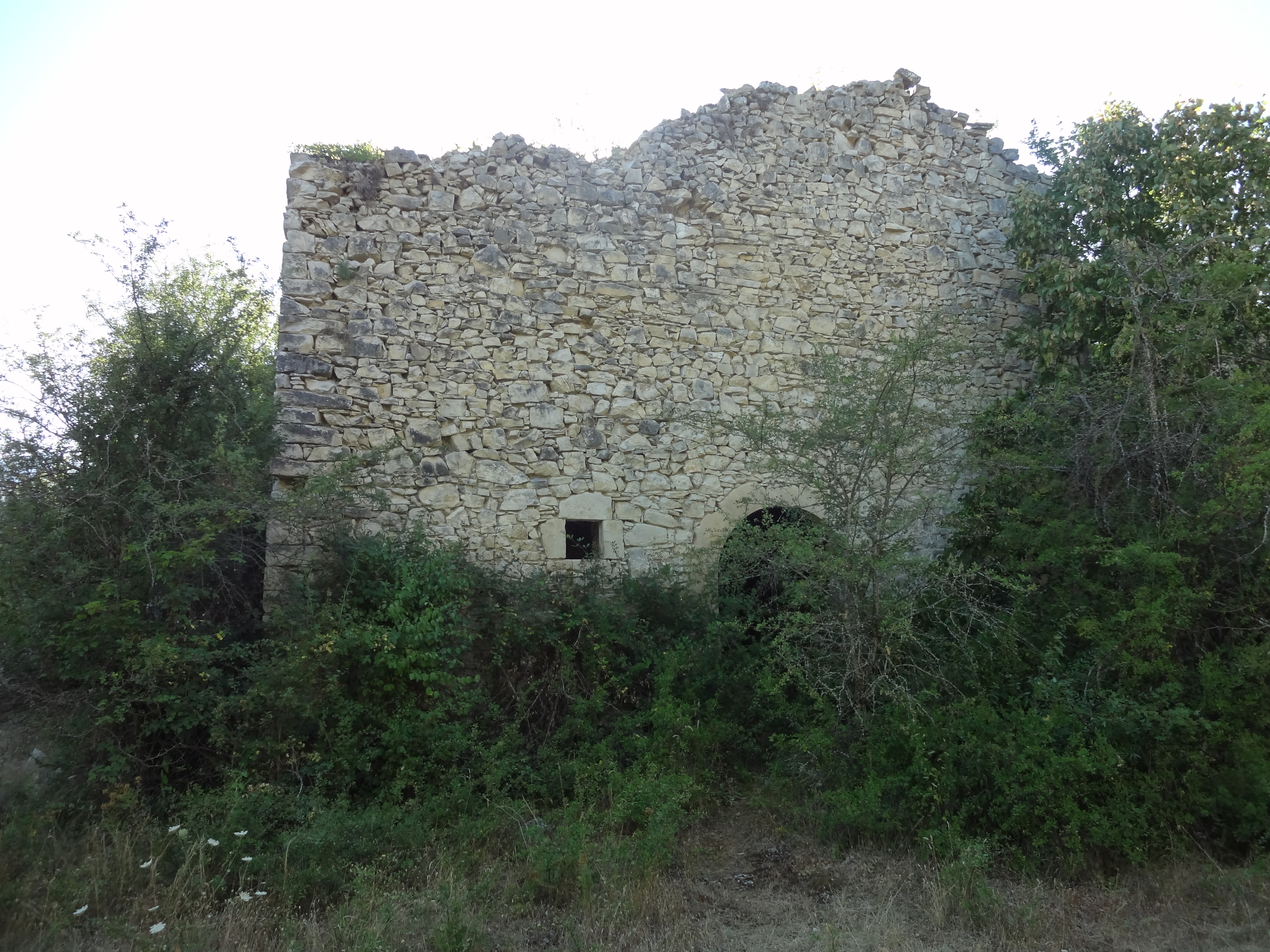
Corps de logis du château des Graves, aujourd’hui envahi par la végétation.
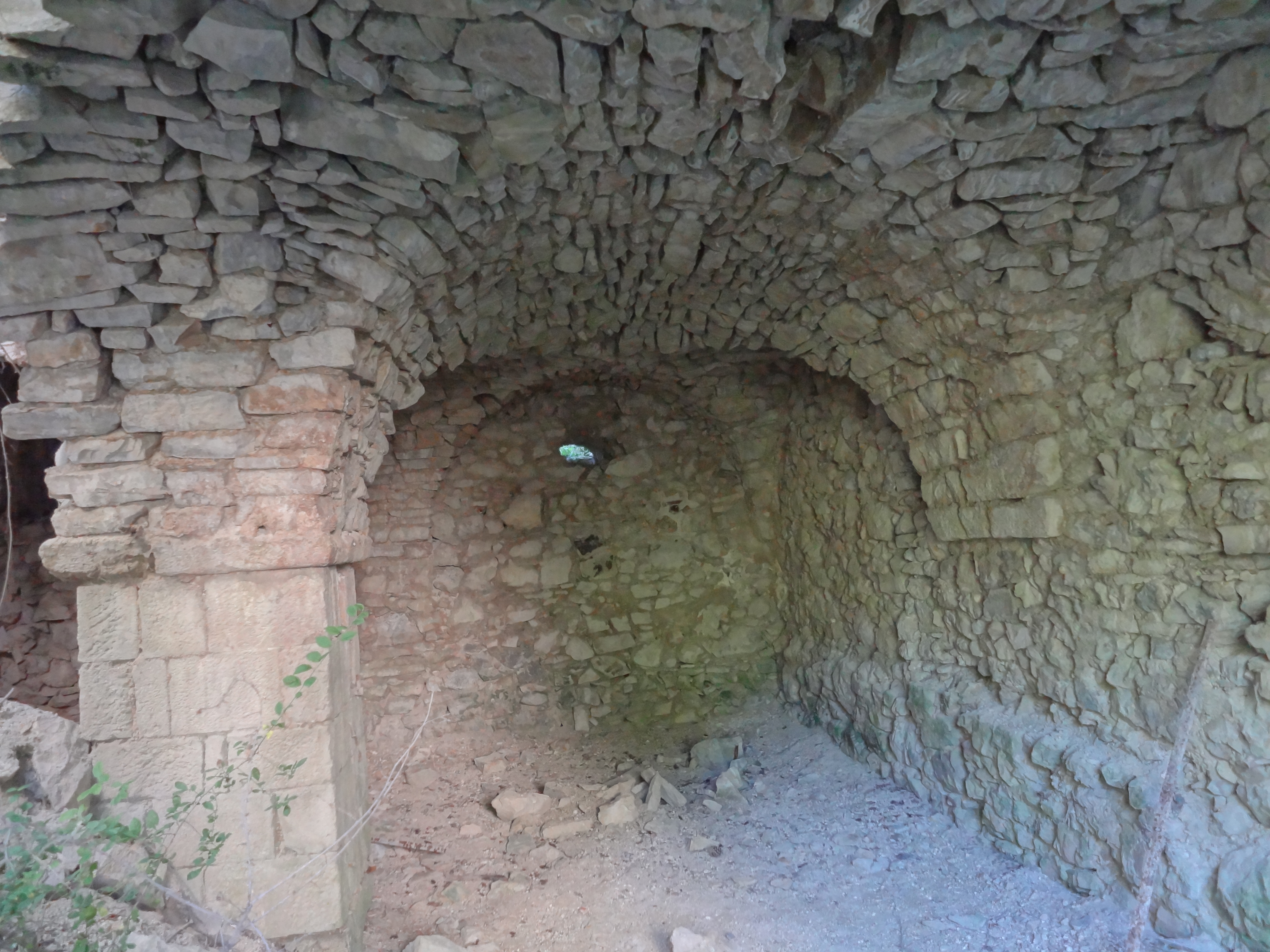
Salle voûtée du château des Graves.

Les ruines du château des Graves, datant du XVIIe siècle, dominent la vallée du Jabron. Sur la crête de l’Aouche la Garde, une tour avec courtine actuellement en ruines, surveillait les vallées du Jabron et de Châteauneuf.
Au hameau principal, Lange, une maison porte la date de 1620 sur son linteau. On y trouve une chapelle rurale à proximité. Un musée associatif de l’école d’autrefois est installé dans l’ancienne école.
L’église Saint-Mari ou Saint-Mary au vieux Châteauneuf est signalée comme exceptionnelle par Raymond Collier : la nef est en berceau brisé, l’abside rectangulaire est voûtée en berceau, avec un chevet plat. Elle possède, chose rare dans le département, deux collatéraux postérieurs à la construction originale (probablement du XVIIe siècle). Sa façade est remaniée à ce moment-là : le mur pignon et le clocher sont sur le même axe, mais sur un axe différent de celui de la nef. Le chœur seul est construit en appareil régulier, et date, avec la nef, de la fin du XIIIe siècle ou du début du siècle suivant.
Elle possède une statue de saint Mary. La Crucifixion représente le Christ sur la croix, avec à gauche la Vierge et deux personnages non identifiés ; sa particularité est que la croix est encadrée de deux pénitents. Un tableau représente saint Roch en pèlerin et son chien, ce qui est assez rare (ses représentations relèvent habituellement de la statuaire), avec le saint tutélaire de l’église>.
Un autre tableau, de 1687 mais de style archaïque, voire post-primitif, représente saint Joseph tenant un sceptre feuillu et un livre, entre saint Patrice et saint Éloi (saint Joseph, saint Patris, saint Aloys et saint Crespin selon la DRAC) ; ce tableau est inscrit comme monument historique au titre objet. La Donation du Rosaire voisine avec la Donation du scapulaire (milieu du XIXe siècle). L'oratoire Saint-Sébastien se trouve à quelques centaines de mètres de cet ancien village, à l'écart et surtout en avant : il jouait un rôle prophylactique contre la peste.
La chapelle Saint-Michel, près de Jansiac, est en ruines. Elle était placée sous la titulature du Chef-de-l’Armée-Céleste, dont le culte apparaît en Occident au Ve siècle. Il n’y a pas de références après le XVe siècle.

Monuments religieux.
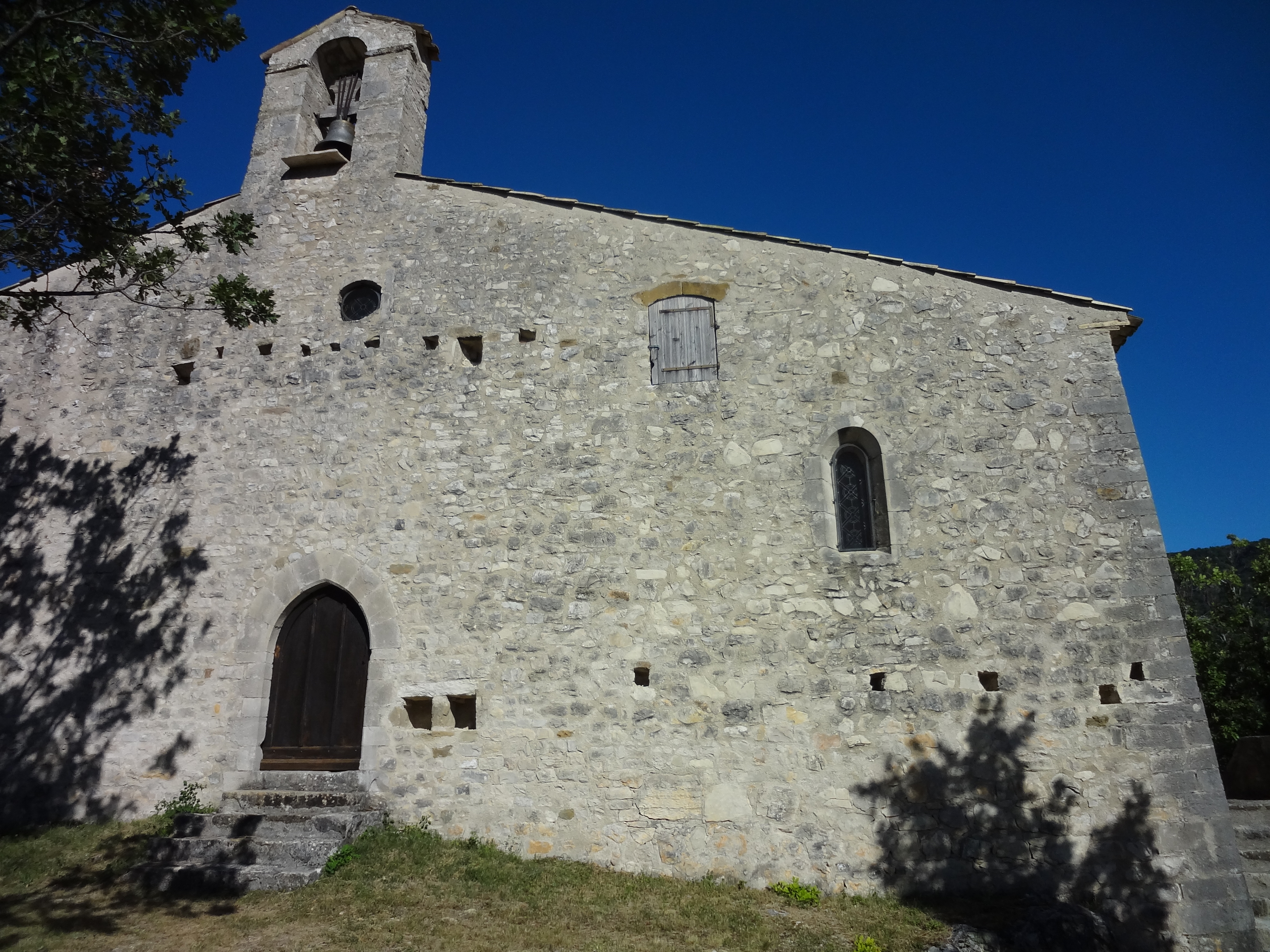
Église Saint-Mari du vieux Châteauneuf.
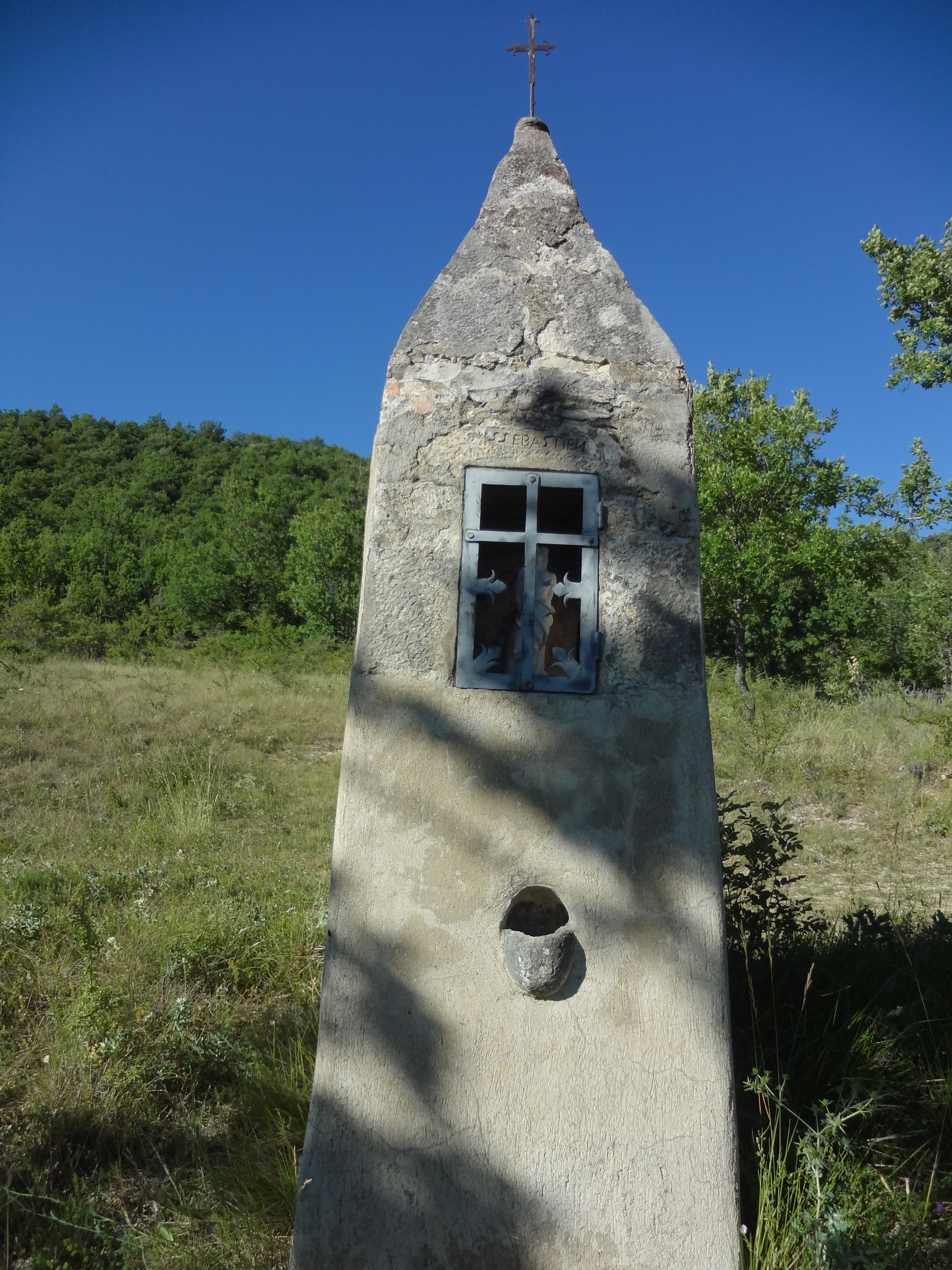
Oratoire Saint-Sébastien, au vieux Châteauneuf (1722).
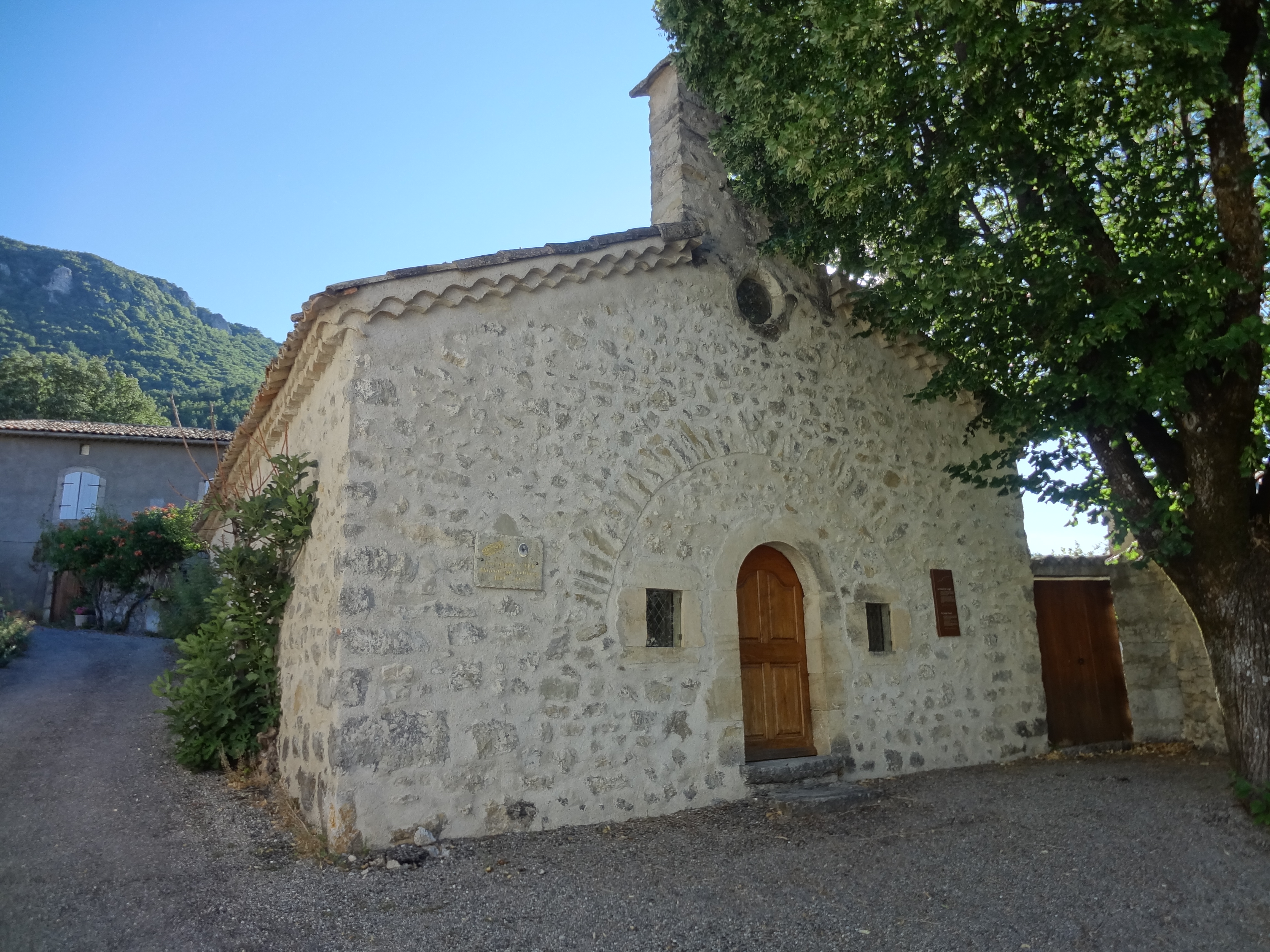
Chapelle du hameau de Lange.

### Cinéma
La scène du Hussard sur le toit qui se déroule dans le village des Omergues (dont tous les habitants sont morts du choléra) a été tournée à Châteauneuf-Miravail.